# Johan Mombaerts
Pour les articles homonymes, voir Mombaerts.
Johan Mombaerts (né le 6 octobre 1984 à Montereau-Fault-Yonne) est un coureur cycliste français. Il est  professionnel de 2009 à 2012 au sein de l'équipe française Auber 93.

## Biographie
Son père est le cousin d'Erick Mombaerts, ancien entraîneur de l'équipe de football du Havre et de l'équipe de France espoirs.

## Palmarès et résultats

### Palmarès par année
- 2007
  - 2e du Grand Prix de la Tomate
- 2008
  - Paris-Chalette-Vierzon
  - 2e du Tour de la Dordogne
  - 3e du Grand Prix de Buxerolles
- 2009
  - Circuit de la Nive
  - 4e étape de la Route du Sud
  - 2e des Boucles de la Soule
  - 3e du championnat d'Île-de-France de cyclo-cross

### Classements mondiaux
| Année           | 2009 | 2010 | 2011 | 2012  |
| --------------- | ---- | ---- | ---- | ----- |
| UCI Europe Tour | 228e | 702e | 721e | 1141e |